# Sistema de Postnikov
En teoría de homotopía, una rama de la topología algebraica, un sistema de Postnikov (o torre de Postnikov) es una manera de construir un espacio topológico desde sus grupos de homotopía. Estos sistemas reciben su nombre de Mikhail Postnikov, matemático ruso que los desarrolló.
El sistema de Postnikov de un espacio arcoconectado X es una torre de espacios …→ Xn →…→ X1→ X0 con las siguientes propiedades:
- Cada mapeo Xn→Xn−1 es un fibrado;
- πk(Xn) = πk(X) para k ≤ n;
- πk(Xn) = 0 para k > n.

Cada espacio arcoconectado tiene un sistema de Postnikov, y es único. El espacio X puede ser reconstruido desde el sistema de Postnikov como su límite inverso: X = limn Xn. Por la sucesión exacta para el fibrado Xn→Xn−1, la fibra (llamémosla Kn) tiene como máximo un grupo de homotopía no trivial, el cual será de grado n;  este es por tanto un espacio de Eilenberg@–Mac Lane de tipo K(πn(X), n). El sistema de Postnikov puede ser visto como una manera de construir X a partir de espacio de Eilenberg@–Mac Lane.